# البابا غريغوري العاشر
البابا جريجوري العاشر ولد البابا عام 1210 وتوفي في 10 يناير1276 تولى منصب البابوية من عام 1271 إلى 1276 خلفا للبابا كليمنت الرابع.

## تعميده وانجازاته
استمر الكرسي البابوي شاغرا بعد وفاة البابا كليمنت الرابع لمدة ثلاثة سنوات وهي أطول فترة زمنية في تاريخ الكنيسة الرومانية الكاثوليكية وذلك بسبب الخلاف الذي نشأ بين الكاردينالات لاختيار بابا جديد، حيث ان الجانب الفرنسي والجانب الأيطالي كانا يطالبان بأن يكون البابا من مدينتهم.
في عام 1271 تم الوصول إلى اتفاق بين الكاردينالات على اختيار البابا جريجوري العاشر مع كونه إيطالياً، بسبب ما تميز به من الابتعاد عن الحركات السياسية، حيث انه قضى أغلب عمره منعزلاً ومتعبدا في جبال الألب.
جاء انتخابه كالمفاجئة له حيث انه كان مشاركاً في الحملة الصليبية التاسعة على عكا في فلسطين بقيادة إدوارد الأول ملك إنجلترا
فور علمه بانتخابه بابا لروما المقدسة عاد جريجوري من عكا فلسطين إلى إيطاليا وطالب بإرسال معونات عاجلة للصليبيين لإحكام سيطرتهم على عكا ومواجهة المسلمين.
أول عمل قام به بعد استلامه الكرسي البابوية هو استدعاء المجلس الكنسي للانعقاد في منطقة ليون(فرنسا) وذلك للتباحث بشأن الانشقاق بين الشرق والغرب المتمثل بالكنيسة اليونانية الأرثوذكسية الشرقية والكنيسة الرومانية الكاثوليكية, وأوضاع الأراضي المقدسة بالإضافة إلى الانتهاكات الصادرة بحق الكنيسة الرومانية الكاثوليكية.

## المصادر

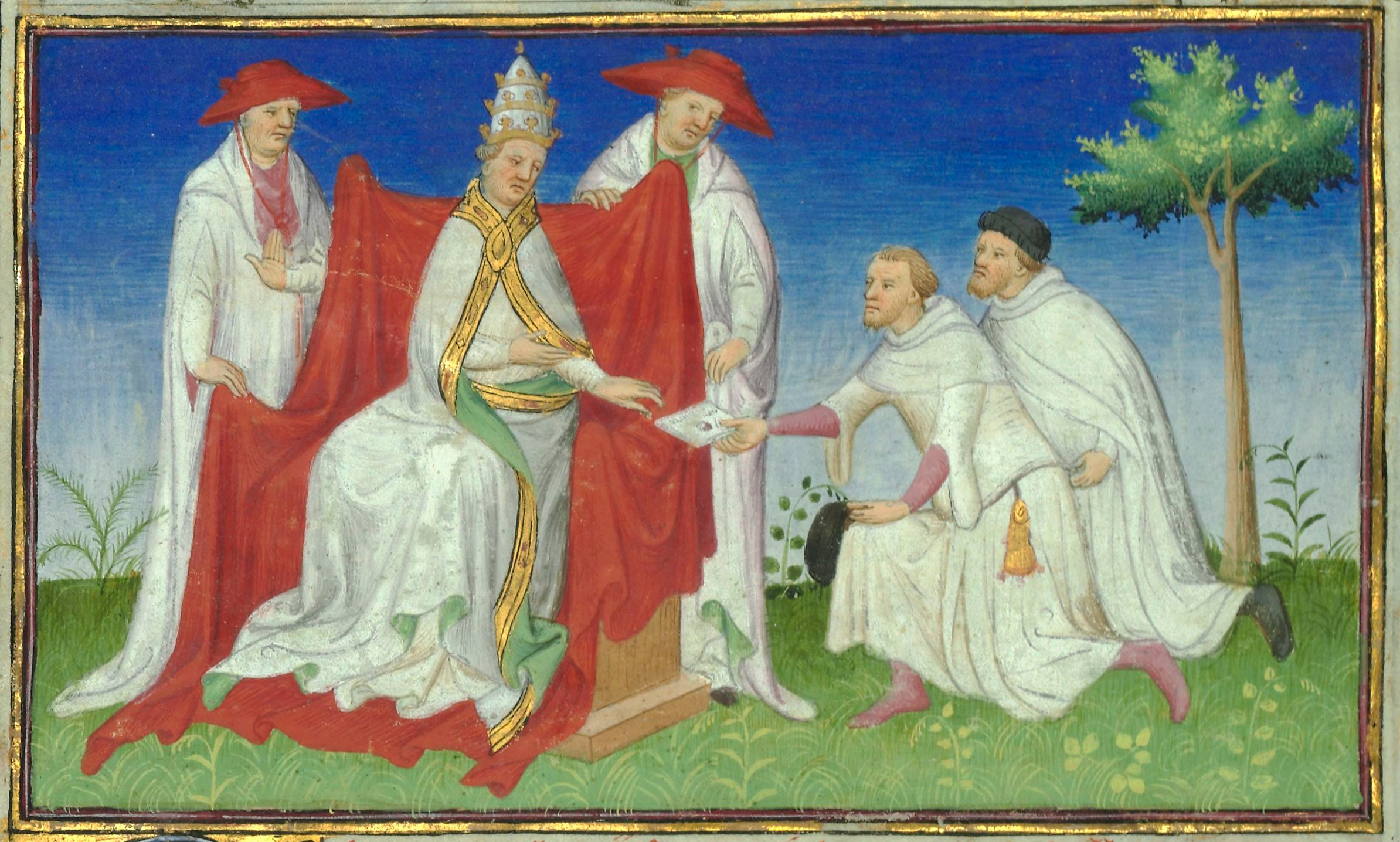
البابا غريغوري العاشر يتسلم رسالة من قوبلاي خان عام 1271

## وفاته

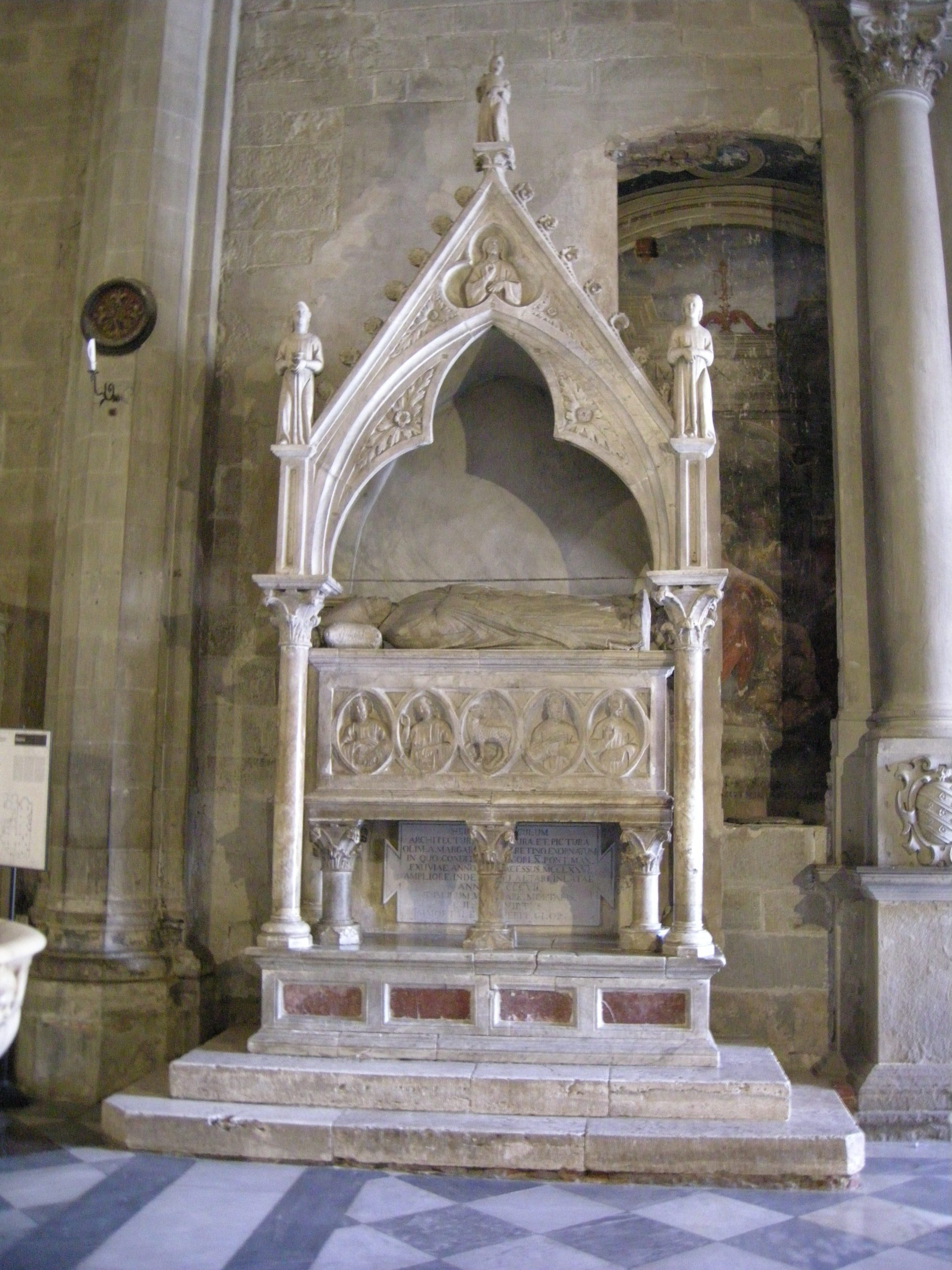
قبره

بعد انتهاء الأجتماع وخلال عودته إلى روما توفي البابا غريغوري العاشر في مدينة أريزو الأيطالية في 10 يناير 1276 وتم دفنه الكنيسة الكاتدرائية في اريزو.